# Ponta Porã
Ponta Porã – miasto i gmina w Brazylii, w stanie Mato Grosso do Sul.